# 塩谷賢
塩谷 賢（しおたに けん、1962年9月27日 - ）は、日本の哲学者。専門は科学哲学、時間論。
神奈川県立厚木高等学校を経て東京大学理学部数学科卒。厚生省（当時）に勤務したのち、東京大学大学院総合文化研究科（科学史科学哲学専攻）に進学、廣松渉に師事した。同大学博士課程単位取得退学。
日本学術振興会研究員、千葉大学リサーチアソシエイトなどを経て、法政大学（「科学哲学」）、早稲田大学（「哲学表現基礎論」）非常勤講師を務めるほか、中島義道が主宰する哲学塾カントでも教壇に立つ。早稲田大学郡司ペギオ幸夫研究室セミナー係。日本ホワイトヘッド・プロセス学会会計監事。

## 著作

### 論文・書評
- 「動的時間的構造の必要性 : 哲学的雑感(基研研究会「認知科学の数理的基礎づけに向けて」,研究会報告)」『物性研究』77巻 2号 p.388-390、物性研究刊行会、2001年11月。
- 「局所的意味論と現象としての計算（3）時間の進行と計算――問題へのイントロダクション」、『Computer today』19(4)、42-48頁、サイエンス社、2002年7月。
- 「局所的意味論と現象としての計算（10・最終回）計算と観測――実行を軸にした計算の検討の哲学的含意」、『数理科学』 41(10)、76-83頁、サイエンス社、2003年10月。
- 塩谷賢, 「田澤安弘「時間とロールシャッハ・テスト」について」、『心の諸問題論叢』1巻 1号 p2004年 .23-25、心の諸問題考究会, doi:10.11341/kokoro.1.23。
- 郡司ペギオ幸夫, 塩谷賢, 「なぜ余計なことを考えるのか--量子もつれ・セレンディピティー・生命の時間 (特集=量子力学の最前線--情報・脳・宇宙)」、『現代思想』35(16)、166-182頁、青土社、2007年12月, NAID 40015757774。
- 塩谷賢, 「書評 清水義夫著『圏論による論理学--高階論理とトポス』」、『科学哲学』41(2)、101-103頁、日本科学哲学会、2008年, doi:10.4216/jpssj.41.2_101。
- 「哲学の現代とは？――ホワイトヘッドと現代哲学」、『プロセス思想』第14号、63-72頁、日本ホワイトヘッド・プロセス学会、2010年。

### 翻訳
- オットー・レスラー「インターフェイスの秘密」、『現代思想』24(11)、339-346頁、青土社、1996年9月。
- ジョン・ショッター「実践から見たウィトゲンシュタイン――「理論に至る道」から「社会的詩」へ」、『現代思想』26(1)、231-243頁、青土社、1998年1月。
- デイヴィド・ヒュー・メラー「われわれの生の時間（時間・運動・生成）」、『思想』 (966)、5-21頁、岩波書店、2004年10月。
- ロバート・フォグリン著、野矢茂樹、村上祐子、塩谷賢訳『理性はどうしたって綱渡りです』春秋社、2005年
- ジョン・W・ドーソン著、村上祐子、塩谷賢訳『ロジカル・ディレンマ――ゲーデルの生涯と不完全性定理』新曜社、2006年